# Loxioda ochrota
Loxioda ochrota är en fjärilsart som beskrevs av George Francis Hampson 1909. Loxioda ochrota ingår i släktet Loxioda och familjen nattflyn. Inga underarter finns listade i Catalogue of Life.